# Black Holes and Revelations
Black Holes and Revelations är det brittiska bandet Muses fjärde studioalbum som släpptes 3 juli 2006. Första singeln i Europa var Supermassive Black Hole, i USA släpptes Knights of Cydonia som första singel. Skivan är producerad av Rich Costey och omslaget är designat av Storm Thorgerson. Skivan är till minne av Helen Kirk.

## Låtlista
1. Take a Bow
2. Starlight
3. Supermassive Black Hole
4. Map of the Problematique
5. Soldier's Poem
6. Invincible
7. Assassin
8. Exo-Politics
9. City of Delusion
10. Hoodoo
11. Knights of Cydonia
12. Glorious*

(*bonuslåt på japanska utgåvan)